# Allen Hobbs
Allen Hobbs (* 30. Juli 1899 in Lowell, Massachusetts; † 23. November 1960 in Bethesda, Maryland) war ein US-amerikanischer Marineoffizier. In den Jahren 1944 und 1945 war er Militärgouverneur von Amerikanisch-Samoa.

## Werdegang
Allen Hobbs war der Enkel von Charles Herbert Allen (1848–1934), der Kongressabgeordneter für Massachusetts und Gouverneur von Puerto Rico war. Er diente in der United States Navy, in der er bis zum Captain aufstieg. Hobbs arbeitete bei der Gewässervermessung in Suitland (Maryland). Zwischen dem 8. Februar 1944 und dem 27. Januar 1945 war er während des Zweiten Weltkrieges als Nachfolger von John Gould Moyer Gouverneur von Amerikanisch-Samoa. Am 30. August 1948 wurde er zum Leiter der Gewässervermessung der Navy ernannt. Er starb am 23. November 1960 im Marinekrankenhaus in Bethesda.